# جون وايلدمان
جون وايلدمان هو كاتب سيناريو ومخرج وممثل كندي، ولد في 7 نوفمبر 1960 في مونتريال في كندا.

## وصلات خارجية
- جون وايلدمان على موقع IMDb (الإنجليزية)
- جون وايلدمان على موقع ألو سيني (الفرنسية)
- جون وايلدمان على موقع أول موفي (الإنجليزية)
- جون وايلدمان على موقع قاعدة بيانات الأفلام السويدية (السويدية)
- جون وايلدمان على موقع قاعدة بيانات الفيلم (الإنجليزية)
- جون وايلدمان على موقع كينوبويسك (الروسية)